# 2012年夏季殘疾人奧林匹克運動會馬術個人自選動作Ia級
2012年夏季殘疾人奧林匹克運動會的馬術個人自選動作Ia級會於9月4日在倫敦格林威治公園舉行。Ia級的選手有下肢殘障及平衡障礙，但上肢活動良好。這級選手只能完成漫步。

## 賽程
所有時間為英國夏令時間 (UTC+1) 
| 日期   | 時間  | 階段 |
| ------ | ----- | ---- |
| 9月4日 | 16:00 | 決賽 |

## 比賽規則
個人賽是以兩次表演的分數總和來決定排名及獎牌。

## 比賽成績
| 排名 | 選手                              | 總分數 | 備注 |
| ---- | --------------------------------- | ------ | ---- |
| 金牌 | 蘇菲亞·克里斯蒂安森（英国）       | 84.750 |      |
| 銀牌 | 陳雁儀（新加坡）                  | 79.000 |      |
| 銅牌 | 海倫·科爾尼（爱尔兰）             | 78.450 |      |
| 4    | 萨拉·莫尔甘蒂（意大利）           | 73.900 |      |
| 5    | 杰拉爾丁·薩維奇（爱尔兰）         | 72.300 |      |
| 6    | 理赫特·舒李奇（拉脱维亚）         | 72.050 |      |
| 7    | 沙治奧·科斯·里貝羅·奧利瓦（巴西） | 71.150 |      |
| 8    | 唐娜·寶莉莎（美国）               | 70.750 |      |
| 9    | 羅布·奧克利（）                   | 68.550 |      |
| 10   | 安妮塔·約翰森（瑞典）             | 66.800 |      |
| 11   | 喬迪·施洛斯（加拿大）             | 66.500 |      |
| 12   | 符珍（新加坡）                    | 65.800 |      |
| 13   | 莉絲洛迪·洛斯克特（丹麦）         | 65.100 |      |
| 14   | 謝佩婷（中国香港）                | 64.050 |      |

## 外部連結
- 2012年殘奧會馬術比賽時間表（英文）
- 比賽詳情（英文）
- 比賽結果（英文）